# Чемпіонат Європи з футболу 1960
Чемпіона́т Євро́пи з футбо́лу 1960 — перший Чемпіонат Європи з футболу. Цей турнір відбувся за кубковою системою та мав неофіційний статус. Відбіркові ігри проходили у 1958–1960 роках. Фінальний етап турніру складався лише з півфінальних і фінальних зустрічей і відбувався з 6 липня по 10 липня 1960 у Франції.
Чемпіонами Європи стала збірна СРСР. Збірна складалась із представників різних національностей, володарями золотих нагород стали такі представники українських клубів або вихідці з України: Володимир Маслаченко, Юрій Ковальов, Юрій Войнов.

## Місце проведення
| Велодром                                                            | Парк де Пренс                                                       |
| 43°16′11″ пн. ш. 5°23′45″ сх. д. / 43.26972° пн. ш. 5.39583° сх. д. | 48°50′29″ пн. ш. 2°15′11″ сх. д. / 48.84139° пн. ш. 2.25306° сх. д. |
| К-сть глядачів: 67 000                                              | К-сть глядачів: 51 000                                              |
|                                                                     |                                                                     |
| Марсель ПарижЧемпіонат Європи з футболу 1960 (Франція)              |                                                                     |

## Учасники
- Чехословаччина
- СРСР
- Франція
- Югославія

## Матчі

### Півфінали
| 06.07.1960 |

| Чехословаччина | 0:3 | СРСР                                            |
| -------------- | --- | ----------------------------------------------- |
|                |     | Валентин Іванов 35', 58' Віктор Понєдєльнік 64' |

| «Велодром», Марсель Глядачів: 25 184 Арбітр: Чезаре Йонні (Італія) |

|         |                    |         |                  |
|         |                    |         |                  |
| ВР      | Віліам Шройф       |         |                  |
| ЗХ      | Франтішек Шафранек |         |                  |
| ЗХ      | Ян Поплухар        |         |                  |
| ЗХ      | Ладіслав Новак     |         |                  |
| ПЗ      | Тітус Бубернік     |         |                  |
| ПЗ      | Йозеф Масопуст     |         |                  |
| НП      | Йозеф Войта        |         |                  |
| НП      | Властіміл Бубнік   |         |                  |
| НП      | Андрій Квашняк     |         |                  |
| НП      | Антон Моравчик     |         |                  |
| НП      | Мілан Долінський   |         |                  |
| Тренер: | Тренер:            | Тренер: | Рудольф Витлачич |

|         |                     |         |                 |
|         |                     |         |                 |
| ВР      | Лев Яшин            |         |                 |
| ЗХ      | Гіві Чохелі         |         |                 |
| ЗХ      | Анатолій Масльонкін |         |                 |
| ЗХ      | Анатолій Крутіков   |         |                 |
| ПЗ      | Юрій Войнов         |         |                 |
| ПЗ      | Ігор Нетто          |         |                 |
| НП      | Слава Метревелі     |         |                 |
| НП      | Валентин Іванов     |         |                 |
| НП      | Віктор Понєдєльнік  |         |                 |
| НП      | Валентин Бубукін    |         |                 |
| НП      | Михайло Месхі       |         |                 |
| Тренер: | Тренер:             | Тренер: | Гаврило Качалін |

| 06.07.1960 |

| Франція                                | 4:5 | Югославія                                       |
| -------------------------------------- | --- | ----------------------------------------------- |
| Венсан 12' Отт 43', 62' Віснеський 55' |     | Галич 11' Жанетич 55' Кнез 75' Єркович 77', 78' |

| «Парк де Пренс», Париж Глядачів: 26 370 Арбітр: Гастон Граден (Бельгія) |

|         |                   |         |               |
|         |                   |         |               |
| ВР      | Жорж Ламья        |         |               |
| ЗХ      | Жан Вендлінг      |         |               |
| ЗХ      | Робер Ербен       |         |               |
| ЗХ      | Бруно Родзик      |         |               |
| ПЗ      | Жан-Жак Марсель   |         |               |
| ПЗ      | Рене Феррьє       |         |               |
| НП      | Франсуа Отт       |         |               |
| НП      | Люсьєн Мюллер     |         |               |
| НП      | Мар'ян Віснеський |         |               |
| НП      | Мішель Стівенар   |         |               |
| НП      | Жан Венсан        |         |               |
| Тренер: | Тренер:           | Тренер: | Альбер Баттьо |

|         |                     |         |                |
|         |                     |         |                |
| ВР      | Милутин Шошкич      |         |                |
| ЗХ      | Владимир Дуркович   |         |                |
| ЗХ      | Фахрудін Юсуфі      |         |                |
| ЗХ      | Анте Жанетич        |         |                |
| ПЗ      | Бранко Зебець       |         |                |
| ПЗ      | Желько Перушич      |         |                |
| НП      | Томислав Кнез       |         |                |
| НП      | Дражан Єркович      |         |                |
| НП      | Мілан Галич         |         |                |
| НП      | Драґослав Шекуларац |         |                |
| НП      | Борівоє Костич      |         |                |
| Тренер: | Тренер:             | Тренер: | Любомир Ловрич |

### За 3 місце
| 09.07.1960 |

| Чехословаччина          | 2:0 | Франція |
| ----------------------- | --- | ------- |
| Бубнік 58' Павлович 88' |     |         |

| «Велодром», Марсель Глядачів: 9 438 Арбітр: Чезаре Йонні (Італія) |

|         |                    |         |                  |
|         |                    |         |                  |
| ВР      | Вільям Шройф       |         |                  |
| ЗХ      | Франтішек Шафранек |         |                  |
| ЗХ      | Ян Поплухар        |         |                  |
| ЗХ      | Ладіслав Новак     |         |                  |
| ПЗ      | Тітус Бубернік     |         |                  |
| ПЗ      | Йозеф Масопуст     |         |                  |
| НП      | Ладіслав Павлович  |         |                  |
| НП      | Йозеф Войта        |         |                  |
| НП      | Павол Мольнар      |         |                  |
| НП      | Властіміл Бубнік   |         |                  |
| НП      | Мілан Долінський   |         |                  |
| Тренер: | Тренер:            | Тренер: | Рудольф Витлачич |

|         |                   |         |               |
|         |                   |         |               |
| ВР      | Жан Теяндьє       |         |               |
| ЗХ      | Бруно Родзик      |         |               |
| ЗХ      | Робер Жонке       |         |               |
| ЗХ      | Андре Шорда       |         |               |
| ПЗ      | Жан-Жак Марсель   |         |               |
| ПЗ      | Робер Сятка       |         |               |
| НП      | Франсуа Отт       |         |               |
| НП      | Івон Дуї          |         |               |
| НП      | Мар'ян Віснеський |         |               |
| НП      | Мішель Стівенар   |         |               |
| НП      | Жан Венсан        |         |               |
| Тренер: | Тренер:           | Тренер: | Альбер Баттьо |

### Фінал
| 10 липня 1960 | СРСР | 2:1 | Югославія | Париж, «Парк де Пренс» |

Суддя: Елліс (Англія)
Голи: Мілан Галич 41 (0:1), Слава Метревелі 49 (1:1), Віктор Понєдєльнік 114 (2:1)
СССР: Лев Яшин; Гіві Чохелі; Анатолій Масльонкін; Анатолій Крутіков; Юрій Войнов; Ігор Нетто; Слава Метревелі; Валентин Іванов; Віктор Понєдєльнік; Валентин Бубукін; Михайло Месхі
Югославія: Благоє Видинич; Владимир Дуркович; Фахрудін Юсуфі; Анте Жанетич; Йован Міладинович; Желько Перушич; Дражан Єркович; Драґослав Шекуларац; Мілан Галич; Желько Матуш; Борівоє Костич
Попередження: Йован Міладинович

### Переможець
| Чемпіон Євро-1960 |
| ----------------- |
| СРСР Вперше       |

## Символічна збірна турніру
| 1  | Лев Яшин            | СРСР           |
| 2  | Владимир Дуркович   | Югославія      |
| 3  | Ладіслав Новак      | Чехословаччина |
| 4  | Ігор Нетто          | СРСР           |
| 5  | Йозеф Масопуст      | Чехословаччина |
| 6  | Валентин Іванов     | СРСР           |
| 7  | Слава Метревелі     | СРСР           |
| 8  | Мілан Галич         | Югославія      |
| 9  | Віктор Понєдєльнік  | СРСР           |
| 10 | Драгослав Шекуларац | Югославія      |
| 11 | Борівоє Костич      | Югославія      |

## Статистика
- Бомбардири: Іванов, Понєдєльнік (обидва — СРСР), Отт (Франція), Галич і Єркович (обидва — Югославія) — по 2 голи.
- Найшвидший гол: Галич (Югославія), 11 хв. (матч Франція-Югославія)
- Середня кількість голів: 4,25